# هندسة تآلفية

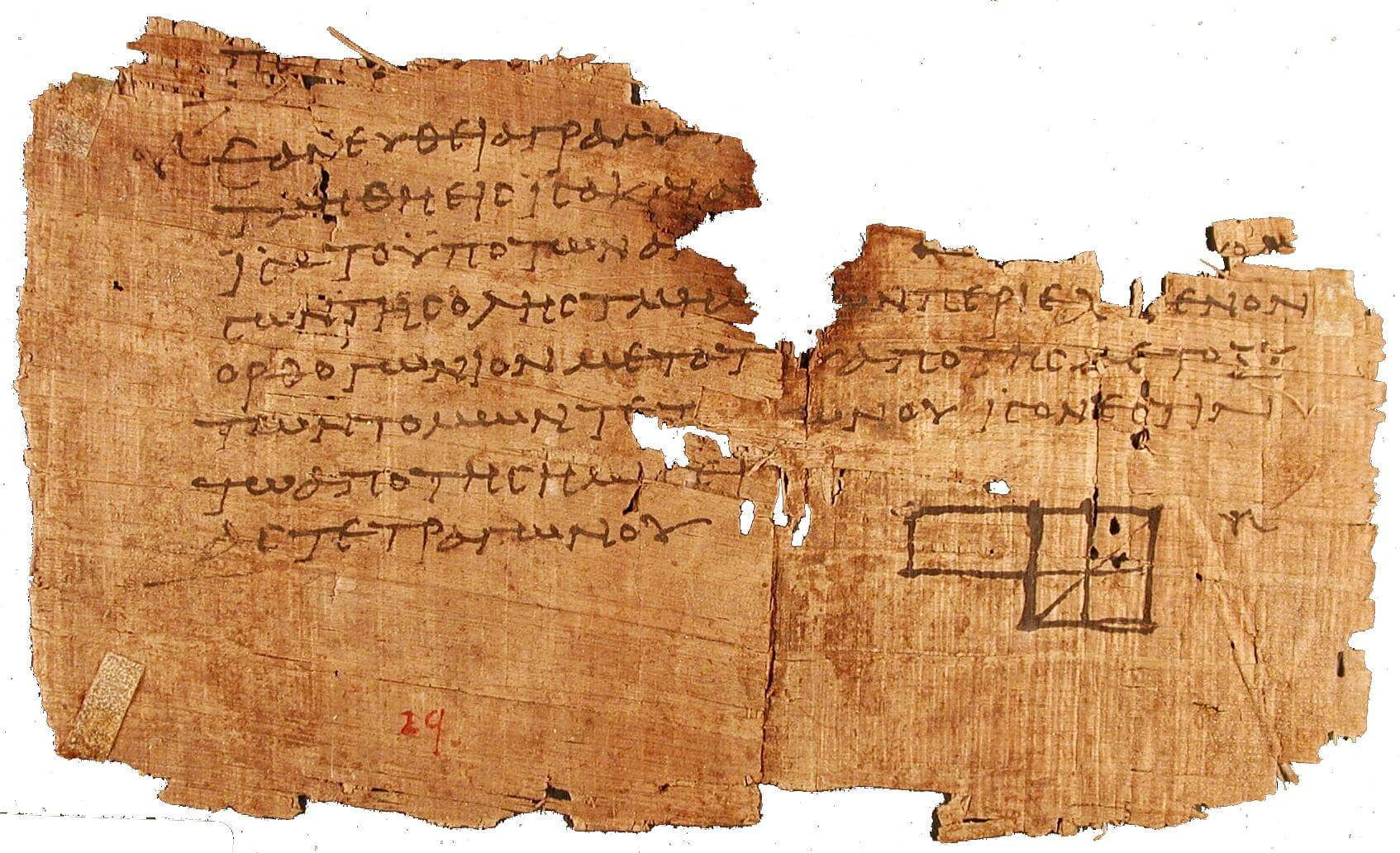

في الهندسة الرياضية، الهندسة التآلفية هي الهندسة الرياضية التي تشغل مكاناً متوسطا ًبين الهندسة الاقليدية والهندسة الإسقاطية. هي هندسة الفضاء التآلفي ذي n بعد على الحقل.
يمكن شرح الهندسة التآلفية على أنها هندسة المتجهات دون أي تدخل لطول وزوايا في عملية توصيفها.